# Gnephoek
Gnephoek est un hameau dans la commune néerlandaise d'Alphen-sur-le-Rhin, dans la province de la Hollande-Méridionale. Le hameau compte environ 200 habitants.
Gnephoek est situé sur le Vieux Rhin, à l'endroit où le Luttike Rijn s'en détache.